# Toshiyuki Kobayashi
Toshiyuki Kobayashi (小林 俊行 Kobayashi Toshiyuki?,  nacido  el 9 de septiembre de 1962), es un matemático japonés conocido por su trabajo original en el campo de la teoría de Lie. En particular, en el estudio de grupos discontinuos (retículos en teoría de grupos de Lie) de espacios homogéneos, y en la aplicación del análisis geométrico a la teoría de representación. Concretamente, ha sido un importante promotor de la teoría de grupos discontinuos de espacios homogéneos no-Riemannianos, y de la "ruptura de la simetría" (del inglés, symmetry breaking) en la teoría de representaciones unitarias.
Ha sido miembro del Consejo Científico de Japón desde 2006, y de la Junta de Síndicos de la Sociedad Matemática de Japón (2003-2007). Ha sido editor-jefe de la Revista de la Sociedad Matemática de Japón (2002-2006), y actualmente es redactor-jefe de la Revista Japonesa de Matemáticas desde 2006. 

## Carrera académica
En 1987 se graduó en la facultad de ciencias matemáticas de la Universidad de Tokio. Finalizó el máster 1987 en la misma universidad y (a la edad de 24 años) pasó a ser profesor ayudante hasta 1990, momento en el que obtuvo el título de Doctor en Ciencias (Ph.D.). 
Trabajó como profesor asociado desde 1991 hasta 2001, para trasladarse posteriormente al Instituto de Investigación en Ciencias Matemáticas (por sus siglas en inglés, RIMS) de la Universidad de Kioto, donde obtuvo el puesto de profesor catedrático en 2003.
En 2007 regresó a la Universidad de Tokio; lugar donde trabaja como profesor catedrático hasta la fecha. 
En 2011 obtuvo el puesto de investigador principal en el Instituto KAVLI de Ciencias Físicas y Matemáticas del Universo y en 2022 fue nombrado investigador veterano invitado.
Ha ocupado puestos de profesor invitado en diversas universidades de alto prestigio, incluyendo el Instituto de Estudios Avanzados de Princeton, EE. UU. (1991-1992); el Instituto Mittag-Leffler, Suecia (1995-1996); la Universidad de París VI, Francia (1999); la Universidad de Harvard, EE. UU. (2000-2001, 2008), la Universidad de París VII, Francia (2003); el Instituto Max-Planck de Ciencias Naturales Multidisciplinarias en Bonn, Alemania (2007); la Université de Reims-Champagne-Ardennee, Francia (2008, 2010, 2022) y la Universidad de Yale, EE. UU. (2019), entre otras.

## Premios y distinciones
- 1997 - Premio Takebe, de la Sociedad Matemática de Japón
- 1999 - Premio de Primavera, de la Sociedad Matemática de Japón
- 2006 - Premio de Ciencias de Osaka
- 2006/2007 - Profesor Distinguido Sackler (Universidad de Tel Aviv, Israel)
- 2007 - Premio JSPS, de la Sociedad Japonesa para la Promoción de la Ciencia
- 2008 - Premio Humboldt
- 2011 - Premio Inoue  la Ciencia, Japón
- 2013 - Encuentro de Matemáticas en honor al 50 aniversario del profesor T. Kobayashi, France
- 2014 - Medalla de honor con cinta púrpura del Emperador de Japón
- 2015 - Premio JMSJ Outstanding Paper
- 2017 - Fellows de American Mathematical Society "for contributions to the structure and representation theory of reductive Lie groups".[2]

## Principales publicaciones
- Kobayashi, Toshiyuki (1994). «Discrete decomposability of the restriction of Aq(λ) with respect to reductive subgroups and its applications». Invent. Math. 117: 181-205. doi:10.1007/BF01232239. (enlace roto disponible en Internet Archive; véase el historial, la primera versión y la última).

- Kobayashi, Toshiyuki (1998). «Discrete decomposability of the restriction of Aq(λ) with respect to reductive subgroups II - micro-local analysis and asymptotic K-support». Annals of Math. (Annals of Mathematics). 147 (3) (3): 709-729. JSTOR 120963. MR 1637667. doi:10.2307/120963.

- Kobayashi, Toshiyuki (1998). «Discrete decomposability of the restriction of Aq(λ) with respect to reductive subgroups III - restriction of Harish-Chandra modules and associated varieties». Invent. Math. 131: 229-256. doi:10.1007/s002220050203. (enlace roto disponible en Internet Archive; véase el historial, la primera versión y la última).

- Kobayashi, T. Discontinuous groups for non-Riemannian homogeneous spaces. En: B. Engquist y W. Schmid, editores, Mathematics Unlimited - 2001 and Beyond, pág. 723-747. Springer-Verlag, 2001. ISBN 3-540-66913-2.